# Ternstroemia distyla
Ternstroemia distyla är en tvåhjärtbladig växtart som beskrevs av Clarence Emmeren Kobuski. Ternstroemia distyla ingår i släktet Ternstroemia och familjen Pentaphylacaceae. Inga underarter finns listade i Catalogue of Life.